# 愛宕福祉会
社会福祉法人愛宕福祉会（あたごふくしかい）は、老人福祉施設、障がい福祉施設や児童福祉施設を運営する新潟県の社会福祉法人である。
NSGグループに属する。新潟県内を中心に100を超える事業を展開しており、2024年4月現在の従業員数は1,597人に達している。

## 概要
NSGグループの社会福祉法人として1998年に設立。特別養護老人ホーム、デイサービスセンター、グループホーム、居宅介護支援事業所などの高齢福祉事業をはじめ、障がい者支援施設・障がい者就労支援等の障がい福祉事業や、認定こども園・子育て支援センター・児童養護施設・乳児院等の児童福祉事業を新潟県内（新潟市、新発田市、燕市、佐渡市、胎内市、東京都、千葉県）を中心に100を超える事業を展開している。

## 基本理念
「利用者一人ひとりのかけがえのない笑顔と思いを大切に、安心した生活が送れるよう支援を行い、家族・地域の方々から信頼される社会福祉法人」を目指しており、具体的には以下の3点の実現を基本理念に掲げている。
- 「安心して老いることのできる社会」の実現
単に身体的に「長生きする」だけでなく、老後の生活を、生きがいを持って、自立して暮らすことを目指す。
- 「ノーマライゼーションの理念」の実現
どんな障害があろうとも、自分らしい生き方を創造できる支え合いのコミュニティの実現を目指す。
- 「豊かな人間性の育成」の実現
保育と教育が一体となり、個々の児童が個性豊かに自立した社会人として生活できることを目指す。

## 沿革
- 1998年
  - 法人設立認可
- 1999年
  - 特別養護老人ホーム愛宕の園 開所
- 2001年
  - グループホームこもれび 開所
- 2002年
  - ひだまり保育園 開所
  - デイサービスセンターうすい 開所
  - グループホームうすい 開所
  - ケアハウスせきかわ 開所
  - グループホームせきかわ 開所
  - ヘルパーステーションせきかわ 開所
- 2003年
  - 身体障害者デイサービスセンターうすい 開所
  - 身体障害者療護施設松潟の園 開所（障がい者支援施設松潟の園）
- 2004年
  - デイサービスセンターさど 開所
  - グループホームさど 開所
  - 特別養護老人ホーム中之口愛宕の園 開所
- 2007年
  - 特別養護老人ホーム豊浦愛宕の園 開所
  - 特別養護老人ホーム吉田愛宕の園 開所
- 2008年
  - 特別養護老人ホーム新穂愛宕の園 開所
- 2009年
  - グループホームなかのくち 開所
  - グループホームはたの 開所
  - 小規模多機能ホームうすい 開所
  - グループホーム空港西 開所
  - 障がい者就労支援センタードリーム 開所
- 2011年
  - 駅前あたごひまわりこども園 開所
  - 住宅型有料老人ホーム巻愛宕の園 開所
  - デイサービスセンター巻愛宕の園 開所
  - ヘルパーステーションまき 開所
- 2012年
  - 特別養護老人ホーム新穂愛宕の園 弐号館 開所
  - サービス付き高齢者向け住宅ヴァルメ花かいどう 開所
  - 小規模多機能ホーム花かいどう 開所
- 2013年
  - デイアクティビティセンターはろはろ 開所
  - 就労センタードリームネクスト 開所
- 2014年
  - 小規模多機能ホームとようら 開所
  - 新潟市特別養護老人ホーム大山台ホーム、デイサービスセンター大山台（新潟市より受託）
  - 新潟市養護老人ホーム松鶴荘（新潟市より受託）
  - 特別養護老人ホーム新潟北愛宕の園 開所
  - サービス付き高齢者向け住宅ヴァルメ豊浦 開所
  - ヘルパーステーションとようら 開所
- 2015年
  - 駅前あたごひまわりこども園（事業移管）
  - 老人デイサービスセンター中之口(新潟市より受託)
  - 新潟市立乳児院(新潟市より受託)
  - あたごとまと保育園 開所
- 2016年
  - あたごの杜高島平（東京都板橋区）開所
- 2017年
  - 特別養護老人ホーム燕愛宕の園 開所
  - 障がい者グループホームきらめき 開所
  - 障がい者グループホームエピソード1 開所
  - 障がい者グループホームたいぐるま 開所
  - 障がい者グループホームエピソード2 開所
  - 生活介護ドリーム・プラス 開所
- 2018年
  - 放課後等デイサービスららら・ドリーム 開所
  - 養護老人ホームあやめ寮（新発田地域老人福祉保健事務組合より受託

- 2019年
  - 開志上所こども園開所
  - メディカルサポートあたご訪問看護ステーション開所

- 2020年
  - 新潟県児童養護施設若草寮(新潟県より受託)
  - 障がい者就労支援未来ワークサポートさかまち開所
  - 障がい者グループホーム未来ベースさかまち開所
- 2021年
  - 相談支援センターwillさかまち開所
  - 新潟市地域包括支援センターしろね北 (新潟市より受託)
  - 佐渡中地域包括支援センター（佐渡市より受託）

- 2022年

　・開志新潟東こども園
　・キャリー保育園国分寺
　・キャリー保育園本八幡
・2023年
　・相談支援センターぶどうの樹
　・就労支援センタードリームしばた
‣2024年
　・あたごの杜坂井開所
　・新潟市障がい者デイサポートセンター明日葉(新潟市より受託)
　・新潟市地域包括支援センターくずつか(新潟市より受託)
　・あたごの杜大山台建替開所
　・あたごの杜木崎開所

### 特別養護老人ホーム
- 愛宕の園
- 中之口愛宕の園
- 豊浦愛宕の園
- 吉田愛宕の園
- 新穂愛宕の園
- 新穂愛宕の園弐号館
- 新潟東愛宕の園
- 新潟北愛宕の園
- 特別養護老人ホーム 大山台愛宕の園
- 燕愛宕の園
- 特別養護老人ホーム坂井愛宕の園

### 養護老人ホーム
- 養護老人ホーム松鶴荘
- 養護老人ホームあやめ寮

### 住宅型有料老人ホーム
- 巻愛宕の園

### 介護付き型有料老人ホーム
- 木崎愛宕の園

### サービス付き高齢者向け住宅
- ヴァルメ花かいどう
- ヴァルメ豊浦

### デイサービスセンター
- 老人デイサービスセンター中之口
- デイサービスセンターうすい
- デイサービスセンターさど
- デイサービスセンター巻愛宕の園
- デイサービスセンター愛宕の園
- デイサービスセンター豊浦
- デイサービスセンター吉田愛宕の園
- デイサービスセンター大山 Cocosia Atago

### グループホーム
- グループホームこもれび
- グループホームうすい
- グループホームせきかわ
- グループホームさど
- グループホームなかのくち
- グループホームはたの
- グループホーム空港西
- グループホームたかしまだいら
- グループホームなかのくち弐号館
- グループホームさかい
- グループホームきざき

### 小規模多機能ホーム
- 小規模多機能ホームうすい
- 小規模多機能ホーム花かいどう
- 小規模多機能ホームとようら
- 小規模多機能ホームたかしまだいら

### 看護小規模多機能ホーム
- 看護小規模多機能ホームさかい

### 定期巡回
- 定期巡回たかしまだいら

### ケアハウス
- ケアハウスせきかわ

### ヘルパーステーション
- ヘルパーステーションせきかわ
- ヘルパーステーションまき
- ヘルパーステーションとようら

### 障がい者支援施設
- 松潟の園

### 障がい者就労支援
- 障がい者就労支援センタードリーム
- デイアクティビティセンターはろはろ
- 就労センタードリームネクスト
- 新潟市障がい者就業支援センター
- こあサポート
- ドリームカレッジ
- 障がい者就労支援未来ワークサポートさかまち
- 就労支援センタードリームしばた

### 保育園・こども園
- ひだまりこども園
- あたご とまとこども園
- 開志上所こども園
- 燕あたごこども園（企業主導型保育園）
- 開志新潟東こども園
- キャリー保育園国分寺
- キャリー保育園本八幡

### 乳児院
- 新潟市立乳児院はるかぜ

### 児童養護施設
- 新潟県児童養護施設若草寮

## 勤務環境
顧客満足度No.1とともに、職員満足度No.1を目指しており、さまざまな研修制度や生活支援策を設けている。たとえば、資格手当制度や喀痰吸引研修のほか、介護福祉士、社会福祉士、介護支援専門員、看護師の国家資格試験受験対策講座・模擬試験受験の費用負担のほか、介護職員初任者研修無料受講（受講中の給与100％支給）、介護支援専門員の資格更新費用補助といった取り組みがなされている。
2015年から2018年の新卒採用者85名に対して、新卒離職者は2名であった。2016年度の育児休業取得対象者数50名（女性31名、男性19名に対して、育児休業取得者数は33名（女性31名、男性2名）であった。
2022年度より一部施設において週休３日制を導入し、現在は特養、介護付き有料ホーム、居宅介護支援事業所等の９か所にまで拡大している。離職率軽減と応募者増加に大きく寄与している。